# Bossonnens
Bossonnens är en ort och kommun i distriktet Veveyse i kantonen Fribourg, Schweiz. Kommunen hade 1 609 invånare (2023).